# 静岡県道130号伊豆長岡三津線

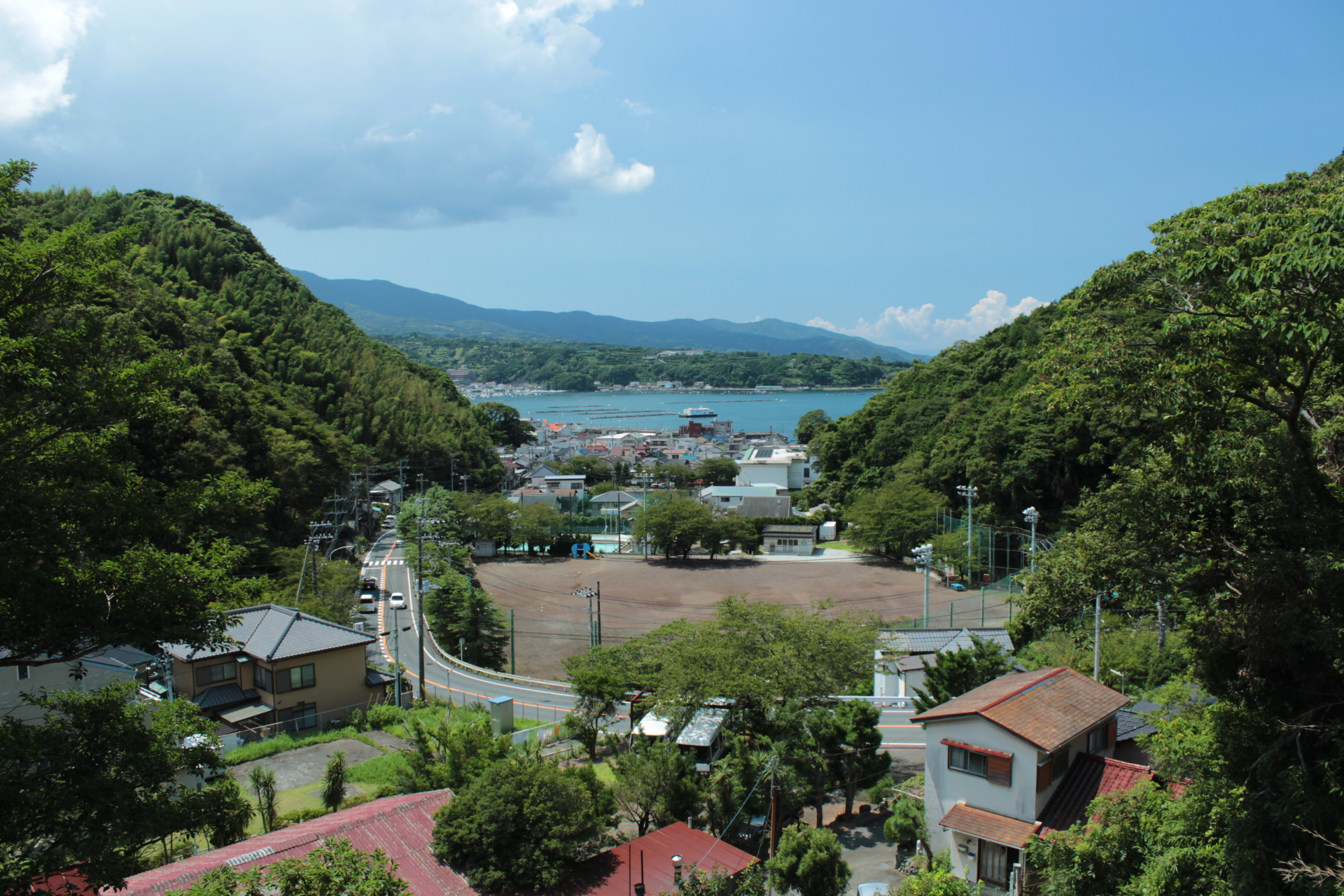
沼津市の内浦三津地区を走る県道130号。同県道の最西端部。

静岡県道130号伊豆長岡三津線（しずおかけんどう130ごう いずながおかみとせん）は、静岡県伊豆の国市から同県沼津市に至る一般県道である。

## 概要

### 路線データ
- 起点：静岡県伊豆の国市長岡（静岡県道129号韮山伊豆長岡修善寺線交点）
- 終点：静岡県沼津市内浦三津（静岡県道17号沼津土肥線交点）
- 実延長：3,963m[1]

## 沿革
- 1960年（昭和35年）4月1日 - 認定[2]

## 通過する自治体
- 静岡県
  - 伊豆の国市
  - 沼津市

## 接続する道路
- 静岡県道129号韮山伊豆長岡修善寺線（起点：長岡交差点）
- 国道414号（長岡IC東交差点）
- 伊豆中央道（国道136号バイパス）（長岡IC交差点）
- 静岡県道17号沼津土肥線（終点：三津三差路交差点）

## 周辺
- 伊豆中央道 伊豆長岡インターチェンジ
- 伊豆箱根鉄道駿豆線 伊豆長岡駅
- 順天堂大学医学部附属静岡病院
- 伊豆の国市役所 伊豆長岡庁舎（本庁）
- 伊豆の国市立長岡南小学校
- 沼津市立内浦小学校
- 伊豆長岡温泉
- 伊豆パノラマパーク
- 伊豆・三津シーパラダイス
- 狩野川
- 内浦湾
- マックスバリュ 伊豆長岡店

## その他
- 途中の三津坂トンネルは狭いので大型車は片側交互通行となっている。
- 伊豆箱根バスの伊豆長岡駅 - 三津シーパラダイス行きの路線バスはこの道路を通行する。